# 마마보이
마마보이(영어: mama's boy)는 어머니에게 강한 애착 · 집착을 가지는 남자를 의미한다.

## 특징
대부분 남자들이 하지 않는 것을 어머니와 같이 하는 경우 마마보이가 아닐지 의심해볼 수 있다. 어머니 말만 듣는 특징이 있다.

## 원인
부모의 양육 태도가 자식이 마마보이로 자랄 것인지에 대해 많은 영향을 준다. 아이가 할 수 있는 일을 어머니가 대신 해주는 경우가 많거나, 일관성 없게 하는 경우 마마보이가 될 확률이 커진다. 아버지가 권위적이거나 무관심한 경우 자식을 마마보이로 만들 수 있다. 심리학자 스티브 비덜프는 '아버지와 친밀한 관계가 없는 자녀일수록 마마보이가 될 수 있다'고 하였다. 자식이 사춘기에 접어들면서 더 이상 어머니의 말을 따르지 않게 되는 현상이 나타나는데, 이때 중심을 잡아줄 수 있는 아버지 상이 필요하다. 아버지의 역할은 세상을 살아가는 데 필요한 도전 정신, 규율, 책임감 등의 모델이 된다.

## 인식
소셜데이팅업체 이음의 싱글생활연구소가 싱글 남녀 3653명을 대상으로 한 조사에 따르면 마마보이를 싫어하는 여성은 응답자의 60%에 달했다.

## 대처
자식이 부모의 의견에 늘 따르지 않고 합리적인 이유를 들며 반대하고, 문제를 해결하는 방법을 터득해야 마마보이가 되지 않는다. 부모의 역할은 자식들이 직접 선택하고 시행착오를 겪게 한 뒤, 실패했을 때 다시 일어설 수 있도록 격려해주는 역할이면 충분하다.
마마보이인 남자와 이미 이성친구 이상의 관계를 가지고 있다면 상대방이 어느정도 우유부단한지에 따라 결정하는 것이 좋다. 우유부단함이 심하지 않은 경우 여자가 유도하기에 따라 마마보이 증세가 적어지기도 한다. 그러나 우유부단함이 심하다면 상대와 결혼하는 것은 좋지 않다. 마마보이는 경우에 따라서는 장점이 될 수도 있다. 어머니가 자식을 잘 기른 경우 남자에게 활용 가능한 자원이 많고 잠재력이 있다.

## 반론
일부에서는 마마보이의 원인이 여러가지로 해석된다는 추측을 내놓았다. 
- 부모가 가정사가 불행하거나 자식의 조부모 측, 부모의 부모에게 구박이나 억압을 받은 경우
- 가정이 원래부터 불화가 대대로 이어지거나 대물림이 있는 경우
- 남편에게 정신적인 충격을 받았거나 피해를 입어서 그 화풀이를 아들에게 억누르거나 전파한 경우[3]
- 아들이 제 아버지의 악한 사상이나 공격적인 성향을 이어받은 것 같아서 이를 억제하기 위해 강제적인 훈육을 했던 경우
- 아들이 배우자와 너무 닮아보이거나 혈통을 문제삼는 경우
- 가정상에 따라 어머니를 절대적인 권위와 신성불가침적인 존재로 여기라는 강제적, 정신적 훈육을 받은 경우

마마보이들 중에서는 아들 자신은 자립심이 있거나 자의적인 행동을 할 수 있는데 비해서 그 어머니라는 사람이 남편으로부터 불화를 겪었거나 인신공격을 받았거나 정신적인 고통과 충격을 주었던 트라우마에 사로잡혀서 특히 그 아들마저 남편처럼 부전자전하거나 대물림 등을 받은 경우 제 아버지와 같은 나쁜 성격으로 변하여서 어머니인 자신을 자기 남편이나 아버지처럼 공격하는 태도를 취할 수 있다는 인식 때문에 어려서부터 자기 말만을 들을 수 있도록 또는 기를 죽여서 자신의 꼭두각시처럼 만들려는 심보로 그렇게 하였다는 일설도 있다. 대개 이 경우는 남편과 심한 불화를 겪었거나 남편의 악한 트라우마에 시달려서 그 아들도 제 아버지의 피를 이어받아 어머니인 자신을 공격할 수 있다는 불안적인 심리로 인해서 아들만큼은 제 남편처럼 전파하지 못하게 하고 동시에 자신의 말만을 듣도록 하여서 처음부터 정신적으로 기를 죽여서 자신의 말을 듣도록 강압과 폭압으로 대하는 경우도 있다. 
일부 아들을 가진 어머니들 중에는 과거 남편으로부터 불화를 받은 와중에 정신적인 고통과 충격, 그리고 트라우마에 시달려서 특히 아들인 경우 아버지와 닮아보이거나 아버지의 대물림을 받아 어머니인 자신에게 저항하거나 대들 수 있을 우려를 가지게 되어서 아들만큼은 어려서부터 기를 죽여서 남편처럼 자신에게 저항이나 불만 등을 하지 못하도록 자신의 말을 들을 수 있도록 하여서 기를 죽여서 마마보이로 만든다는 설이 있는 것이다. 실제 마마보이라 불리는 이들 중에서는 어머니가 남편 즉 아버지로부터 정신적인 고통과 트라우마로 인해서 아버지처럼 닮지 못하게 어려서부터 기를 죽이고 자신의 말만을 듣도록 지나친 학대와 강제적인 훈육을 시키는 경우가 있다. 
이 같은 경우는 아버지와 아들은 모두 남성이라는 공통점이 있는데다가 어머니들 입장에서는 남편과 아들이 서로 닮아보이는 경우가 있거나 혈통이 그렇게 되었다는 인식 때문에 특히 아들 중에서 제 아버지의 못된 사상을 물려받지 않거나 남편처럼 자신에게 저항하거나 대들지 못하도록 자신의 말만을 곧이 듣도록 하는 경우가 있다. 이들 대부분은 자신의 아들이 자신들에게 저항하는 태도를 보이면 "이놈은 제 애비를 닮았다", "그 애비에 그 자식이네"라는 말을 하는 경우가 많다.    
또 경우에 따라 남편처럼 집 안 전체를 장악하려는 야심이 있는 경우도 그러한데 아들 역시 아버지의 영향을 받아 어머니를 배제하고 집 안 전체를 장악하려는 야심이 있을 수 있다는 일부 어머니들의 불안적인 심리도 작용하여서 아들만큼은 남편의 전철을 하지 못하도록 오직 집 안에서는 어머니인 자신의 말만을 들도록 강제적인 정신훈육을 하는 경우도 있다. 특히 자신의 남편에게서 집 안에서 소외되고 배제를 당한 경험이 있는 어머니들일수록 앞날을 생각하여 이렇게 하는 경우가 있는 편이다.    
또한 자신이 어렵게 가꾸었던 집 안을 아들이 망쳐놓을 우려가 있거나 독립을 배제하려는 목적에서도 그렇게 나오기도 한다.    

### 같은 마마보이라도 다른 점
같은 마마보이라고 해도 완전히 어머니에 속박되거나 종속된 경우가 아닌 자기 자신은 내가 하고 싶은 꿈이나 소원이 있어서 어머니 몰래하거나 어머니로부터 질책을 각오해서라도 이것만은 내가 원하는 것이니 하고 싶다는 이들의 경우는 마마보이라도 약간 다른 점도 있다. 이들은 마마보이기는 하지만 자기 자신은 어머니가 반대는 해도 나는 이것을 해야겠다며 독자적으로 움직이는 경우도 있다. 그렇지 않고 완전히 어머니에게 종속되어서 내가 하고싶은 일도 하지 못하는 이들과는 전혀 다른 편이다.

### 헬리콥터 부모와의 연관성
일부에서는 헬리콥터 부모들의 극성적이고 고집스러운 성격으로 인해서 억압에 시달려 어쩔 수 없이 마마보이가 될 수 밖에 없었던 일도 있다고 주장하고 있다.

## 같이 보기
- 헬리콥터 부모
- 의존성 인격장애